# 尖细金线蛭
尖细金线蛭（学名：Whitmania acranulata）为黄蛭科金线蛭属的动物，俗名秀丽黄蛭、尖细黄蛭、茶色蛭、秀丽金线蛭。分布于日本、台湾岛以及中国大陆的河北、陕西、江苏、浙江、福建、江西、湖北、湖南、贵州、四川等地，多生活于水田里。该物种的模式产地在日本。